# 900 тезисов
Девятьсот тезисов (лат. Conclusiones nongentae in omni genere scientiarum) — произведение Джованни Пико делла Мирандолы. «Тезисы» были опубликованы 7 декабря 1486 года Евхариусом Зильбером, став первой печатной работой 23-летнего философа. По замыслу автора, собранные утверждения, включающие 400 тезисов по мнениям различных философов и философских традиций и 500 тезисов «по собственным мнениям», предназначались в качестве тем для планировавшегося им в начале 1487 году в Риме диспута в присутствии папы и коллегии кардиналов. В качестве участников приглашались все желающие философы и богословы. Одна из копий «Тезисов» была направлена во Флоренцию Марсилио Фичино и обсуждалась в его кругу. Диспут предполагалось устроить вскоре после празднования Богоявления (6 января). В связи с осуждением «Тезисов» Иннокентием VIII диспут не состоялся. Одновременно с «Тезисами» и в качестве введения к ним Пико подготовил «Речь о достоинстве человека», впервые опубликованную посмертно в 1496 году.
Официальное расследование по поводу «Тезисов» началось в феврале 1487 года. Папская комиссия из 16 человек включала председателя епископа Жана Мониссара, апостольского администратора Ардичино делла Порта и испанский томист епископ Педро Гарсия. Первое заседание комиссии состоялось уже 2 марта того же года.
С жанровой точки зрения, «Тезисы» Пико находятся в одном ряду как со сборниками вопросов для схоластических кводлибетов, так и со святоотеческими флорилегиями. В то же время глубокая образованность молодого философа и его знание языков сделали его предприятие выдающимся. Как отмечает его племянник и биограф Джанфранческо, подбирать мысли выдающихся мыслителей прошлого Джованни начал ещё в студенческие годы, подражая знаменитым «Сентенциям» Петра Ломбардского. Среди подражателей Пико был Якопо Маццони, который в 1576 году опубликовал 5197 тезисов.

## Публикации
- Syncretism in the West: Pico's 900 Theses (1486). The Evolution of Traditional Religious and Philosophical Systems / With Text, Translation and Commentary by S. A. Farmer. — Tempe, Arizona, 1998. — Vol. 167. — 595 p. — (Medieval & Renaissance Texts & Studies). — ISBN 0-86698-209-4.
- Джованни Пико делла Мирандола. Девятьсот тезисов. Тезисы 1—400: Четыреста суждений по учениям халдеев, арабов, евреев, греков, египтян и по мнениям латинян / Пер. с лат. Н. Н. Соколовой и Н. В. Миронова. Под ред. Д. С. Курдыбайло. — СПб.: Изд-во Русской христианской гуманитарной академии, 2010. — 259 с. — (Начала). — ISBN 978-5-88812-418-5.